# 샤를 뒬랭

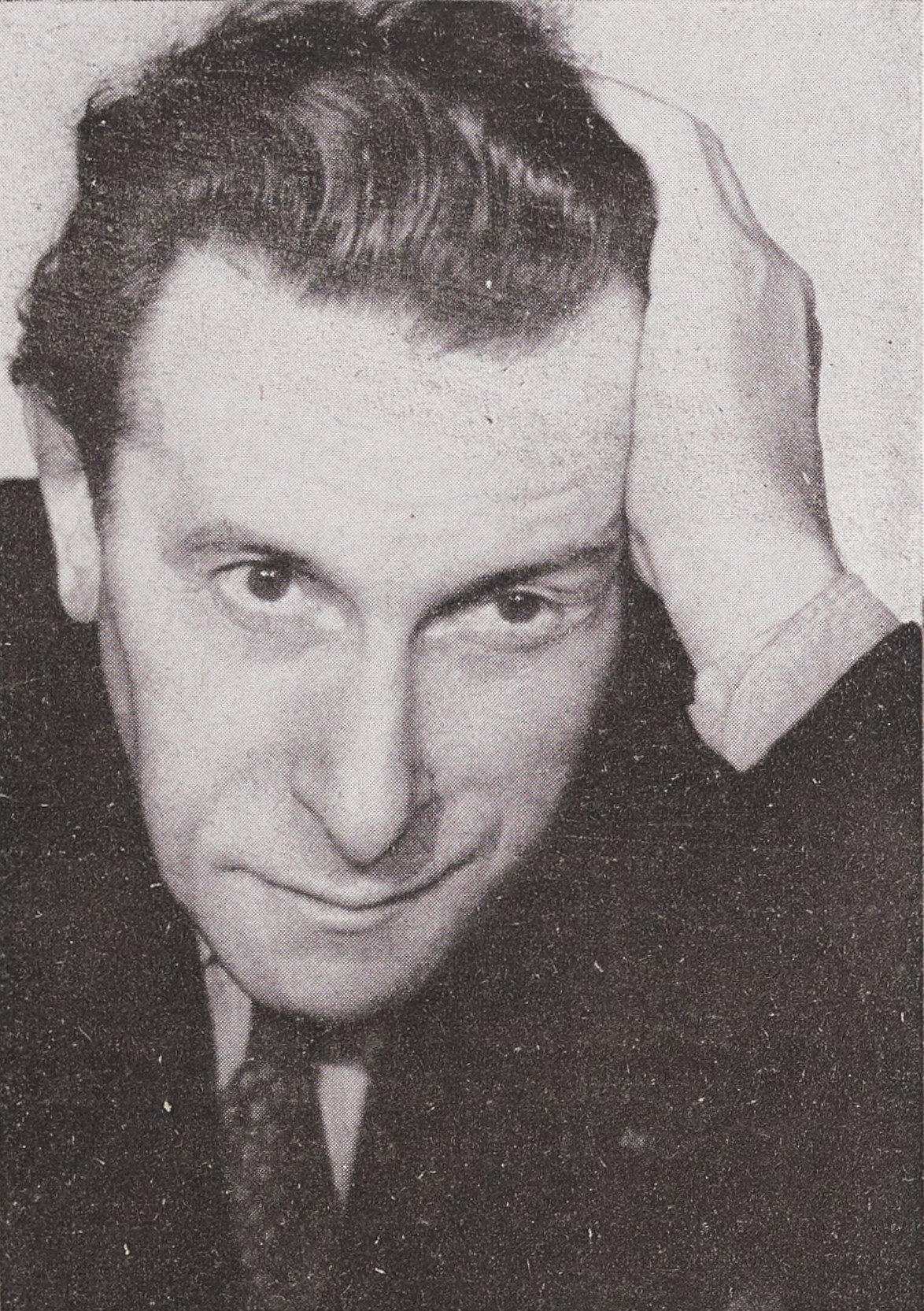

샤를 뒬랭(Charles Dullin, 1885년 5월 8일 ~ 1949년 12월 11일)은 프랑스의 연출가다.
코포의 인정을 받아, 그가 각색한 <카라마조프의 형제>의 스멜디아코프 역으로 성공을 거두면서, 뷰 콜롱비에 극장에 가담했는데, 제1차 세계대전 후에는 몽마르트르의 소극장에 아틀리에 극단을 설립했다. 코포의 이상을 이어받아 뒤랭은 이 극장을 일터인 동시에 연극학교로 정하고, 연극에만 정열을 쏟는다는 것을 조건으로 젊은 남녀를 널리 모아, 뛰어난 팡테지와 강렬한 개성으로 칼데론의 <인생은 꿈>, 벤 존슨의 <볼포네>, 몰리에르의 <수전노>, 셰익스피어의 <리처드 3세>로 성공을 거두었을 뿐 아니라, 아샤르에서 사르트르까지의 신작을 소개하는 데도 힘썼다. 그가 주재한 이 뒤랭학교에서는 아르토, 바로, 비랄을 비롯하여 현대의 프랑스 극계를 짊어진 수많은 제자를 낳았다. 또한 아트리에 극장은 그 후, 정치가 출신의 연출가인 앙드레 발사크에게 인계되어 아누이의 작품을 중심으로 뛰어난 상연을 계속하였다.